# San Antonio (Chili)
Pour les articles homonymes, voir San Antonio (homonymie).
San Antonio est une commune du Chili et la capitale de la Province de San Antonio elle-même rattachée à la Région de Valparaíso. San Antonio est un des principaux ports du Chili.

## Histoire
La ville portuaire de San Antonio doit son existence à l'avènement des grandes mines de cuivre du Chili dans les années 1910. La construction du port moderne s'est effectuée de 1910 à 1915, avec l'aide de capitaux et de technologies venus de France. L'un de ses équipements les plus anciens, une grue de 22 tonnes, aujourd'hui attraction touristique, a été importé de France en 1911 par la société Augusto Galtier et acheté à un fournisseur de Lyon, en France, l'entreprise A. Pinguely. La construction des ouvrages extérieurs du port a été confiée à la Régie générale des Travaux publics.
L'existence d'un port naturel, à l'embouchure du Rio Maypo, au sud de Valparaíso était signalé dès le milieu du XIXe siècle dans les annales des mines, la remontée du Rio Maypo permettant d'accéder à la mine d'or et de cuivre où s'implantera la future Société des mines de cuivre de Naltagua, puis à Santiago. Lors des investissements réalisés sur la mine d'El Teniente en 1907, on construit une nouvelle ligne de chemin de fer pour les mettre en communication avec le port de San Antonio, qui n'en est qu'à 240 kilomètres.
Le port a annoncé en 2011 une extension de près de 70 hectares. Spécialisé dans le trafic de minéraux, San-Antonio est le premier port du Chili, avec plus de 15,7 millions de tonnes transportées en 2011, ce qui représente une hausse de 9 % par rapport à 2010.

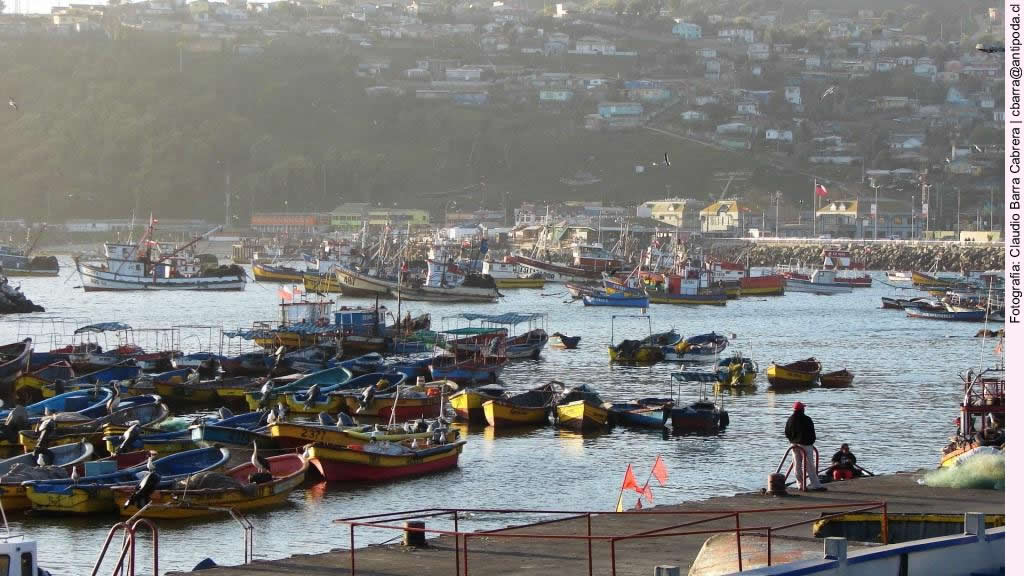
Bateaux de pêche dans la rade.

Position de San Antonio (en rouge) au sein de la Région de Valparaiso.